# Raspaillebos

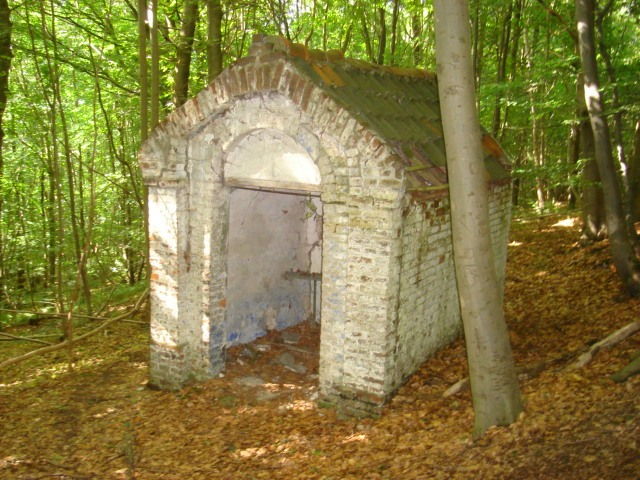
Juffrouwkapel in het Raspaillebos

Het Raspaillebos (met het aangrenzende Moerbekebos en bosreservaat Karkoolbos) is een bosgebied in de Vlaamse Ardennen in het zuiden van de Belgische provincie Oost-Vlaanderen. Het bosgebied van 50 ha ligt op het grondgebied van de gemeente Geraardsbergen (deelgemeentes Moerbeke en Grimminge), vlak bij de provinciegrens met Galmaarden in Vlaams-Brabant. Het Raspaillebos sluit aan op het Moerbekebos, op het Vlaams bosreservaat Karkoolbos en ook op het bosgebied Kluysbos in Galmaarden. Het Raspaillebos wordt beheerd door de Vlaamse overheidsdienst Agentschap voor Natuur en Bos en door Natuurpunt. Het natuurgebied is erkend als Europees Natura 2000-gebied (Bossen van de Vlaamse Ardennen en andere Zuid-Vlaamse bossen) en maakt deel uit van het Vlaams Ecologisch Netwerk. Het gebied is sinds 1980 beschermd als landschap en is bovendien erkend als stiltegebied.

## Landschap
Het Raspaillebos ligt op de steile oostelijke flank van de getuigenheuvel Bosberg. Dit beukenbos ligt in het erg reliëfrijke landschap op de grens van de Vlaamse Ardennen met het Pajottenland, met steile valleiwanden, glooiende heuvels en diep ingesneden dalen. Het 50 ha grote Raspaillebos behoort, samen met het Moerbekebos, het Karkoolbos en het Kluysbos, tot een 150 ha groot bosgebied op de flanken van de Bosberg. Met 107,5 meter is de Bosberg een scheiding tussen de vallei van de Dender van die van haar bijriviertje de Mark. Een steile kasseihelling snijdt het bos in tweeën en gaat op de top over in een oude Romeinse Heirbaan, gekend als de laatste rechte lijn in de Ronde van Vlaanderen. De omgeving is, op wat lintbebouwing na, schaars bevolkt. In uurwijzerszin vinden we op meer dan een kilometer van de top de gehuchtjes Bruinsbroek, Sint-Paulus, Atembeke, Onkerzele en Boskant. Rond het bos ligt een mozaïek van weiland en akkers, balancerend tussen de hoogtelijnen van 30 en 90 meter. Bronbeekvalleitjes, taluds en graften zorgen voor nog meer afwisseling in het reliëf. Het landschap wordt getooid door een fijnmazig netwerk van veldbosjes, houtkanten, oude meidoornhagen, struwelen, knotwilgen en bloemrijke holle wegen.

## Geschiedenis
Het Raspaillebos behoorde ooit tot een woud dat door de Romeinen 'Arduenna' werd genoemd en ten tijde van de Franken bekendstond als ‘Kolenwoud’. Deze naam vindt zijn oorsprong in de IJzertijd, toen er massaal houtskool werd gebrand ten behoeve van de ijzerproductie. Het Kolenwoud vormde een wig tussen de rijke cultuurgronden van Zuid-Vlaanderen en Henegouwen enerzijds en Haspengouw anderzijds. Het bestond uit grote bosgebieden die door kleinere bosjes en struweelrijk grasland (wastine) met elkaar waren verbonden. Vanaf de 10de eeuw volgden verschillende ontginningsgolven elkaar op, met pieken in de 14de en 19de eeuw. Er wordt aangenomen dat de kaart van Ferraris van het midden van de 18de eeuw een goed beeld geeft van de bebossingsgraad rond 1300. Al was het Raspaillebos in die tijd slechts een schim van het grote Kolenwoud, het was nog steeds drie keer omvangrijker dan nu (495 hectare) en strekte zich uit tot bij de muren van het klooster van Beaupré te Grimminge.
De naam van het bos zou afgeleid zijn van de term “rapaille” (uitschot) of van “raspe” (hakhout). Het oud-Vlaamse ‘raspe’ (schaven, raspen) verwijst naar het traditionele hakhoutbeheer in dit bos. Om de twaalf tot achttien jaar worden oude stronken van bomen en struiken tot aan de grond afgezet. Hier schieten nieuwe loten uit, die tot aan de volgende kapbeurt verder uitgroeien. In het bos ontspringen tal van bronnen. Bij 1 van deze bronnen werd een kapelletje, 't Juffrouwke, gebouwd omdat het water zou helpen tegen tandpijn. 
De kapel aan de voet van de Bosberg werd rond 1650 opgericht, nadat het Mariabeeld van een kluizenaar voorwerp was geworden van mysterieuze gebeurtenissen. Bedevaarders kwamen massaal naar het Raspaillebos. Snel vestigde zich er een Dominicanenklooster. De kapel deed dienst als voorportaal en is er het enige overblijfsel van. Ze werd in 1997 gerestaureerd. 
In het bos bevindt zich nog de kleinere Juffrouwkapel, in de volksmond gekend als ’t Iffraken of ’t Uffraken, die toegewijd is aan de Heilige Apollonia. De gelovigen kwamen hier om haar voorspraak te vragen bij tandpijn. 
De Steenborre is de meest bekende bron. Ze was het trefpunt tussen de Sint-Adriaansabdij te Geraardsbergen, het Cisterciënzerinnenklooster van Beaupré te Grimminge en de Dominicanen van Atembeke.
Bij de opstand van de Gentenaren in de 14de eeuw ten tijde van Jacob en Filips van Artevelde vonden de opstandelingen steun bij sommige boeren uit de streek van Geraardsbergen en Ronse. De landbouwers werden uit hun boerderijen verjaagd en vonden een schuilplaats in het Raspaillebos. Aldus ontstond een bende rovers die vanuit het bos talrijke rooftochten deden in de kastelnij van Aat, Lessen en Vloesberg. Ook Jan de Lichte en zijn bende zouden zich hier herhaaldelijk hebben opgehouden. Volgens sommige bronnen heeft het bos aan deze boevenverhalen zijn naam te danken. De woorden ‘Raspeel’, ‘Rapaille’ en ‘Raplage’ verwijzen alle naar ‘gespuis’.
In 1608 werd Anna Persoons uit Atembeke aks laatste vrouw in het Land van Aalst terechtgesteld en verbrand als heks : https://www.slideshare.net/slideshow/anna-persoons-de-heks-van-atembeke-geraardsbergen/269882178

## Fauna
Het Raspaillebos is een belangrijk richtpunt voor tienduizenden vogels op hun jaarlijkse trek naar het zuiden. De rijke populatie van roofvogels in het Raspaillebos – buizerd, torenvalk, wespendief, havik, steenuil – getuigt van een gezonde voedselpiramide in het bos. In het Raspaillebos vinden bosuil, rode eekhoorn, wezel, hermelijn, bunzing, vos en ree een onderkomen. Opmerkelijk zijn ook de vuursalamander, de hazelworm en de eikelmuis.

## Flora
Het Raspaillebos bestaat uit beuk, eik, els en es. Het natuurgebied is vooral bekend om de voorjaarsbloeiers. In het voorjaar vormen de oevers van de bronbeekjes kleurrijke linten met pinksterbloem, slanke sleutelbloem, muskuskruid, salomonszegel, dotterbloem en speenkruid. Waar kwelwater opwelt groeien zeldzaamheden als reuzenpaardenstaart, hangende zegge, slanke zegge en spekwortel. Op de hellingen zorgen wilde narcis, daslook, wilde hyacinten en sleutelbloem voor kleurenpracht. De brede bosrand van struiken en ruigtekruiden vormt een lichtrijke overgang tussen het bos en de omliggende akkers. Op plaatsen waar het hakhoutbeheer in ere gehouden wordt, groeien zeldzame planten als de eenbes, bosorchis en de grote keverorchis.

## Natuurbeheer
Het bos wordt beheerd door de Vlaamse overheidsdienst Agentschap voor Natuur en Bos en door Natuurpunt. In de boskern moeten populieren, lorken en andere exoten plaats maken voor inheemse soorten. Na deze metamorfose wordt het bos zo veel mogelijk overgelaten aan de willekeur van moeder natuur. Het uiteindelijke beheer blijft beperkt tot het in ere houden van het traditionele hakhout- of middelhoutbeheer op een beperkt aantal plaatsen. In een gordel van weiland rond het bos opteren we voor bosuitbreiding, die spontaan moet tot stand komen onder de begeleiding van een beperkt aantal grote grazers. Het einddoel is bos (70%) met open, grazige plaatsen (30%). Waar hagen en wilgenrijen het landschap sieren, worden deze om ecologische en cultuurhistorische redenen behouden en wordt de kleinschalige structuur verder in de hand gewerkt door extensieve begrazing. Het doel is hier echter niet een bos maar een open wastine van verruigd grasland (70%) met struwelen (30%). Op termijn moet deze spontane evolutie resulteren in een gevarieerd landschap waar de grenzen tussen het bos en zijn omgeving vervagen. In 2001 werd het Raspaillebos opgenomen in (samen met Bos t'Ename en de Everbeekse bossen) opgenomen in een LIFE-project van de Europese Unie.

## Natuurbeleving
Er is een natuur- en milieueducatief centrum ("NMEC De Helix") gebouwd in Grimminge. Het Raspaillebos is vrij toegankelijk op de wandelpaden die het natuurgebied doorkruisen. Er zijn vijf bewegwijzerde wandelroutes (oranje (2,5 km), rood (3,7 km), groen (2 km), geel (4 km), "Aardgasnatuurwandeling" (7,7 km)) en een mountainbikeroute uitgestippeld. Het bewegwijzerde fietsroutenetwerk "Vlaamse Ardennen", het bewegwijzerde wandelknooppunennetwerk 'Vlaamse Ardennen - Bronbossen', de Streek-GR Vlaamse Ardennen, de Wandelroute E2, de Wandelroute GR5A, de Wandelroute GR512, het wandelnetwerk Vlaamse Ardennen doorkruisen het bos en het bewegwijzerde "Stiltepad Dender-Mark" doen ook het natuurgebied aan.

## Afbeeldingen

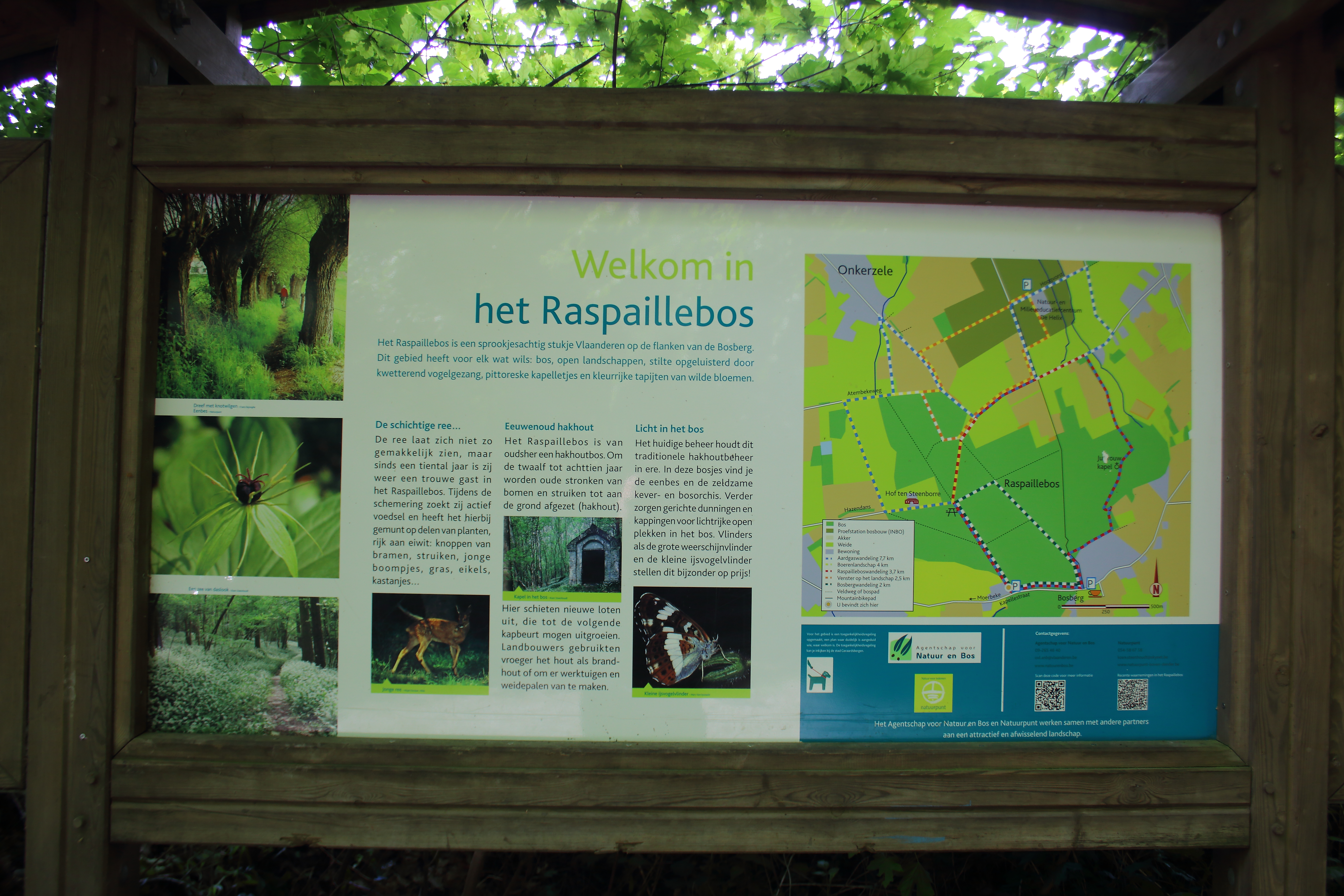
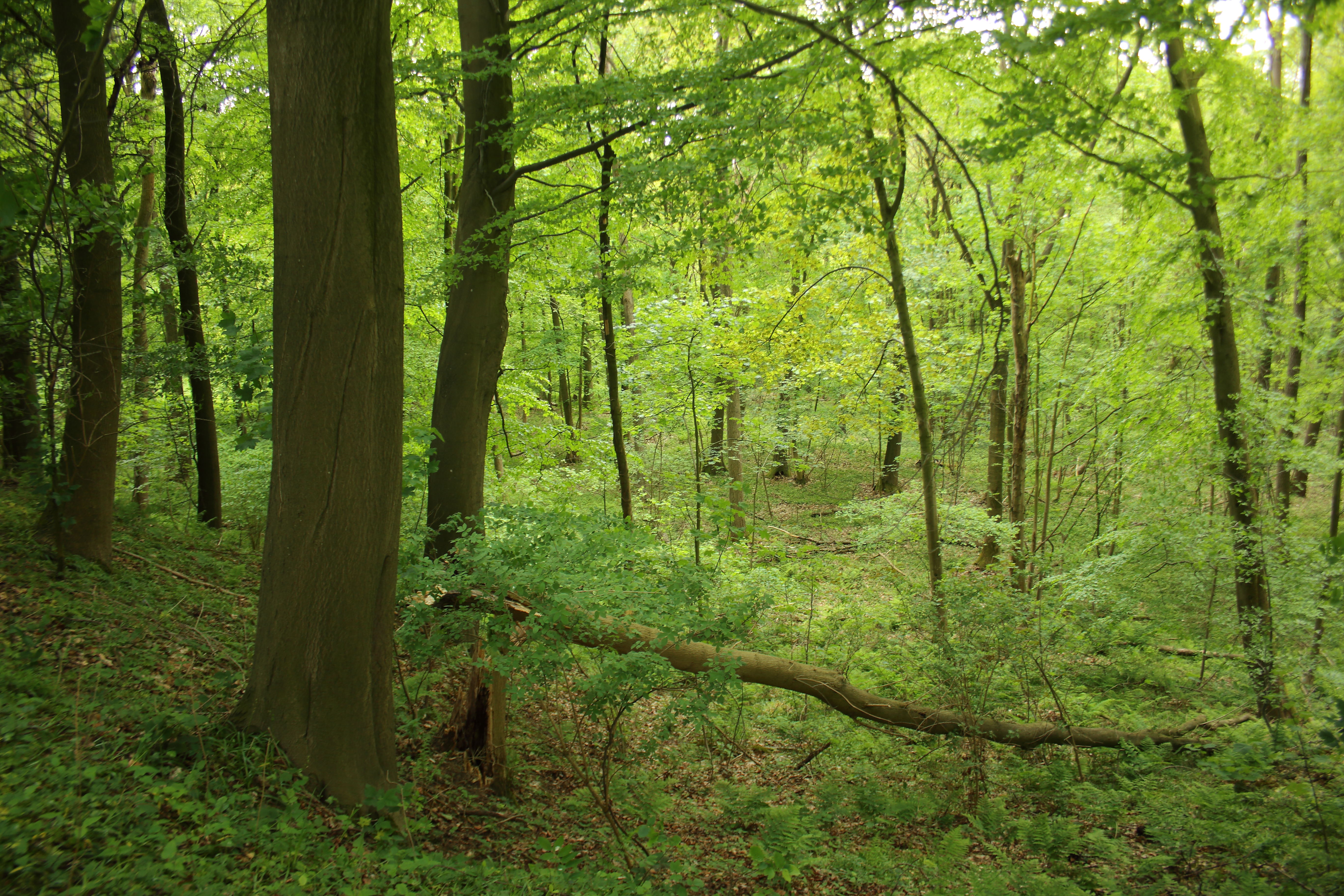
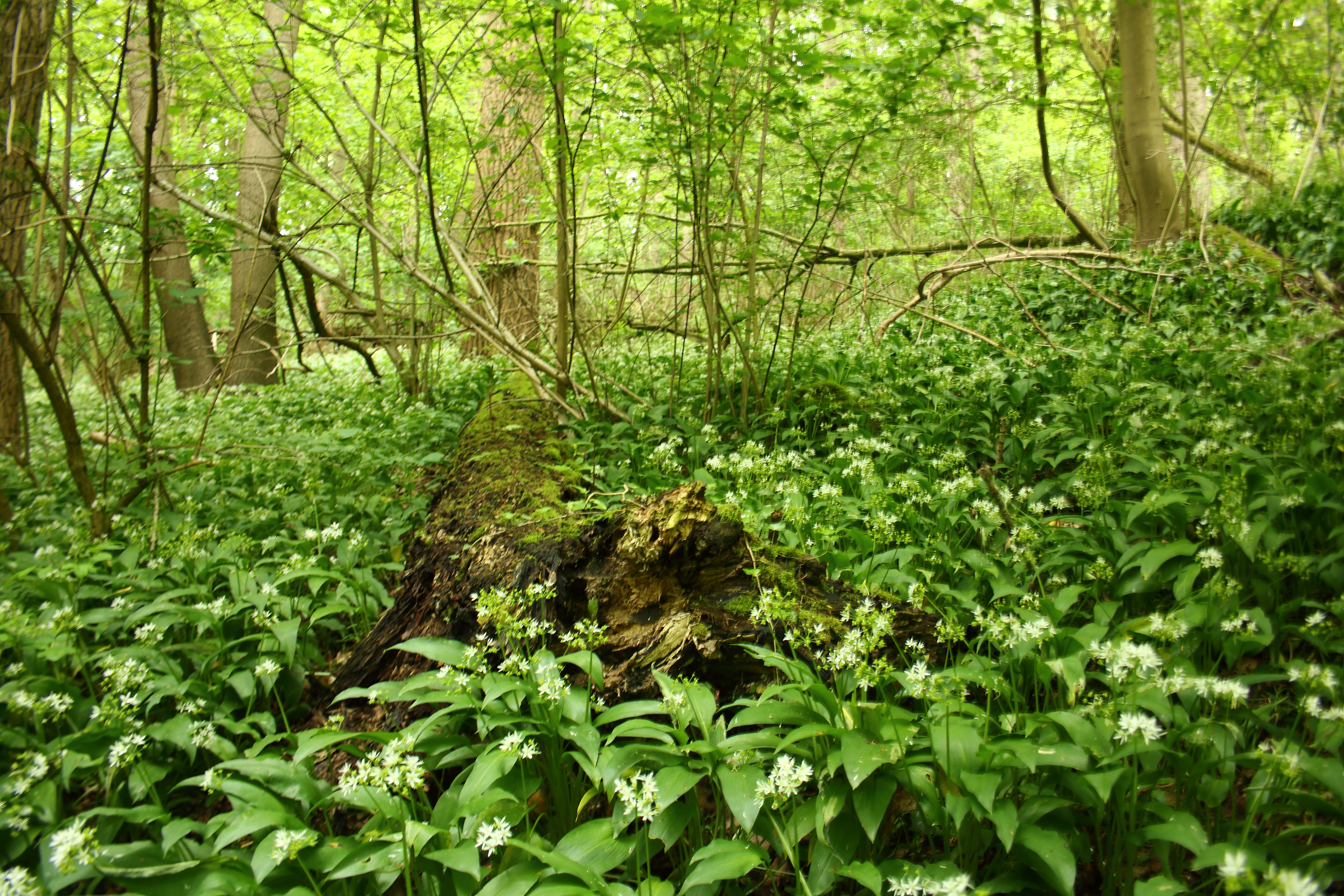
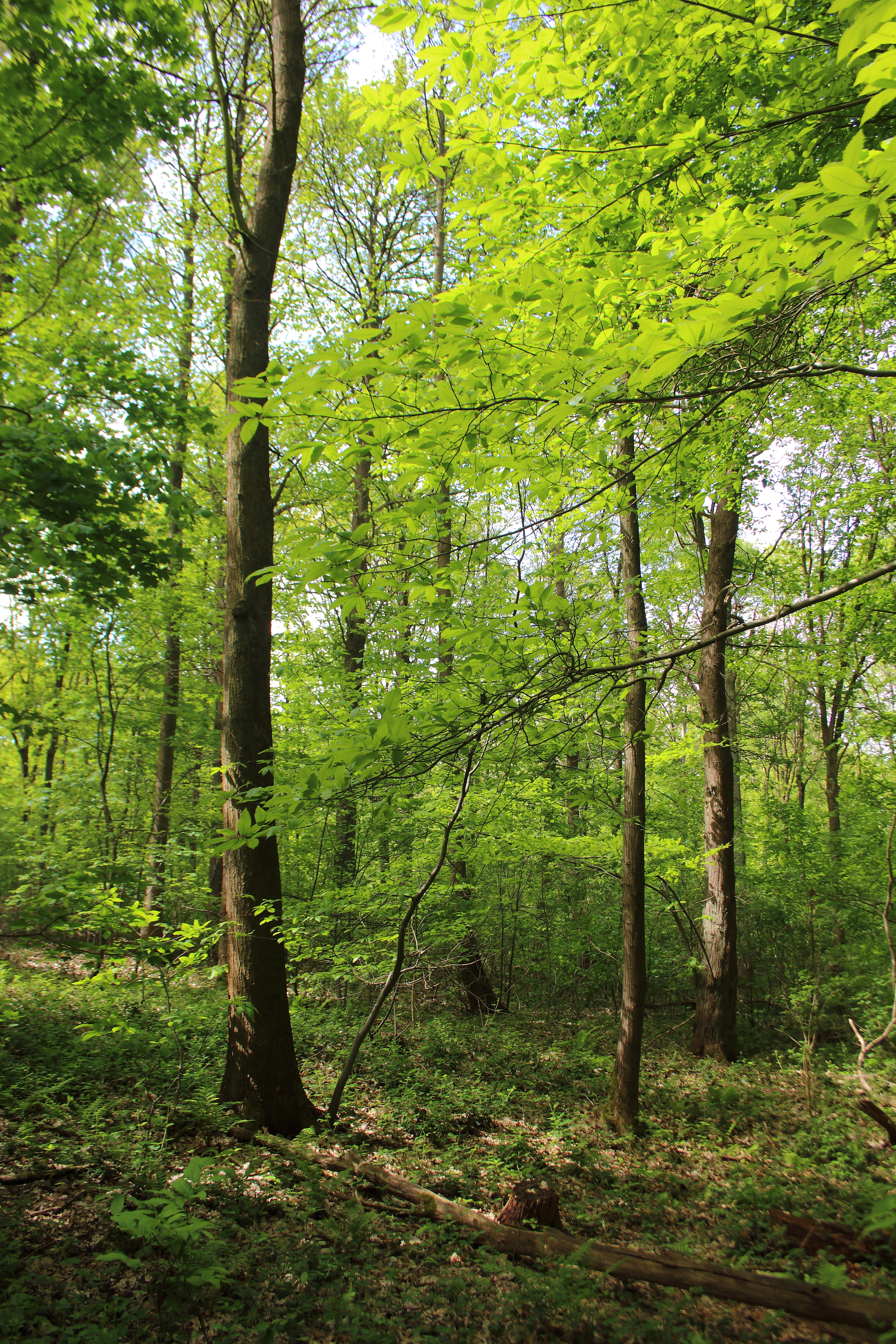
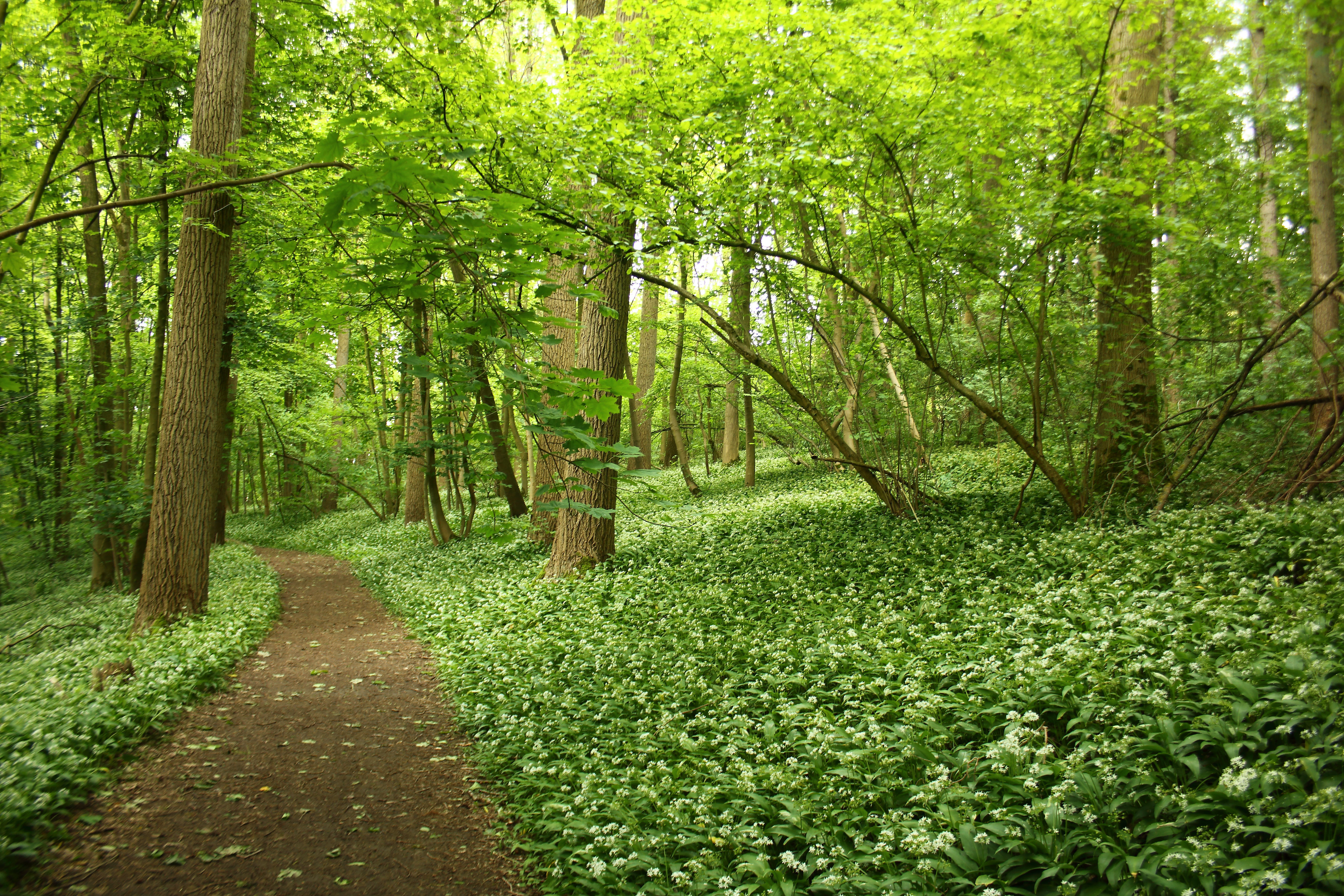
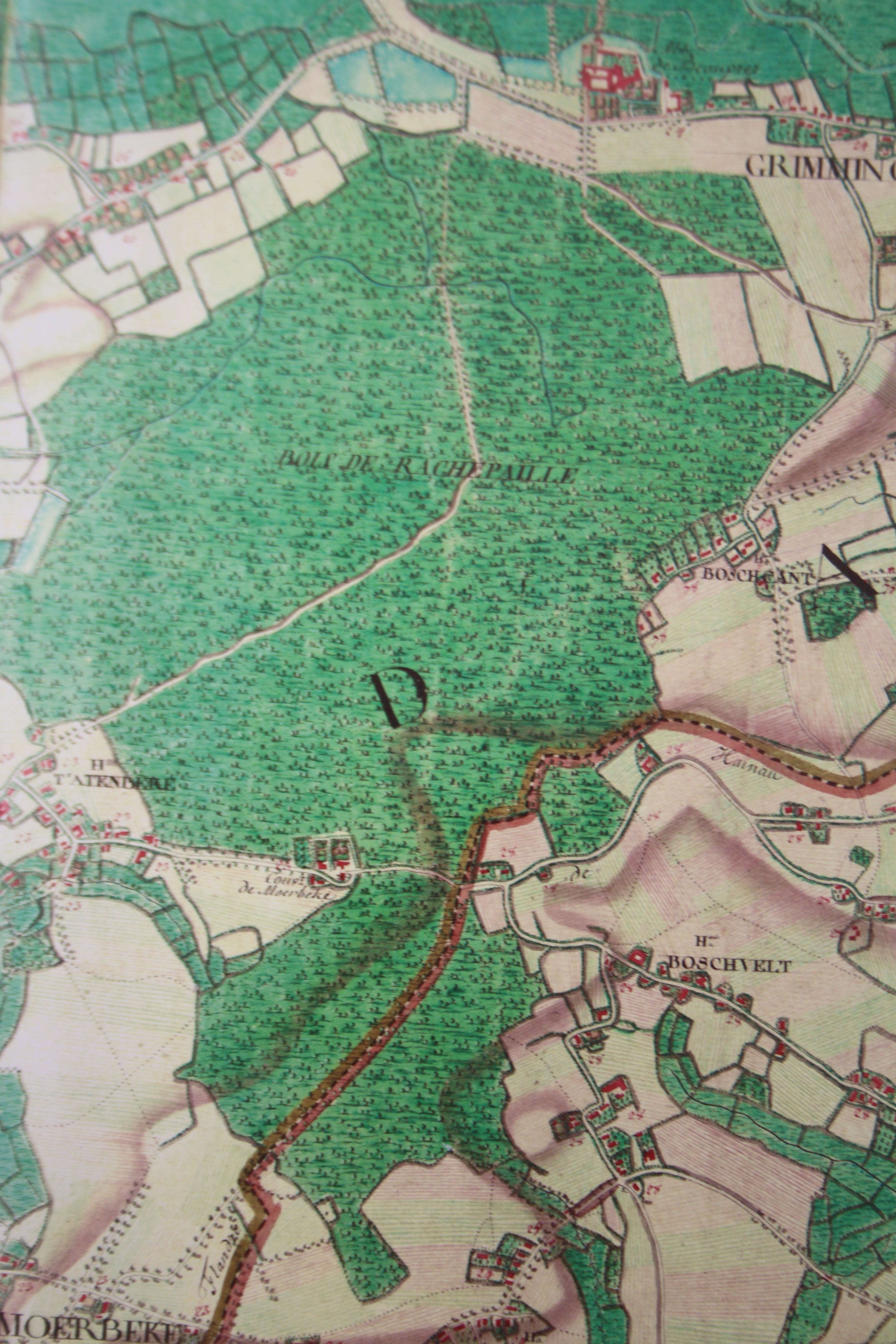